# Automeris schwartzi
Automeris schwartzi är en fjärilsart som beskrevs av Lemaire 1966. Automeris schwartzi ingår i släktet Automeris och familjen påfågelsspinnare. Inga underarter finns listade i Catalogue of Life.